# Companyia Danesa d'Àfrica
La Companyia Danesa d'Àfrica fou una empresa comercial fundada el març de 1659 a Glückstadt pel suec d'origen finlandès i al servei de Dinamarca, Hendrik Carloff, junt amb dos holandesos, Isaac Coymans i Nicolaes Pancras, i dos comerciants alemanys, Vincent Klingenberg i Jacob del Boe. Tenia el privilegi del comerç amb la regió africana de la Costa d'Or, on Carloff havia servit a l'establiment suec, ara danès.
El 1671 la companyia fou absorbida per la Companyia Danesa de les Índies Occidentals creada el 20 de novembre de 1670 i que havia rebut carta reial del rei Cristian V de Dinamarca l'11 de març de 1671, aportant a la companyia, dedicada principalment a les Antilles, els drets comercials a la Costa d'Or.